# チャールズ・スコット・メーク
チャールズ・スコット・メーク（Charles Scott Meik、1853年 - 1923年7月5日）は、明治時代にお雇い外国人として来日したイギリスの土木工学者である。

## 経歴・人物
スコットランドのエディンバラ出身。工場に勤務し、1887年（明治20年）北海道庁の招きにより来日した。
その後同庁の技師福士成豊と共に小樽や根室、函館等道内の多くの都市の湾岸調査、築港計画等を行いその結果報告書を当時長官であった岩村通俊に提出する等道内における日本と外国との交易向上に貢献した。
1890年（明治23年）に帰国したが、帰国後も母国で日本と同様に築港計画等の仕事に携わった。